# 塚本憲甫
塚本 憲甫（つかもと けんぽ、1904年9月16日 - 1974年6月7日）は日本の医学者。専門は放射線医学。国立がんセンター総長を務めた。

## 人物
東京府で塚本道遠、塚本ハマの三男として生まれる。旧制静岡高校卒業。静岡高校時代以来の親友に長沼弘毅がいる。1927年東京帝国大学医学部に入学。1928年憲甫は年子（旧姓小林)と結婚。1929年10月29日長女ルリ子が生まれる。1931年4月、憲甫、東大臨床医学修了。稲田龍吉の内科医局に在籍した後、癌研究会附属病院の放射線科に入りがんの放射線治療にあたる。戦後茅誠司らの薦めで放射線医学総合研究所の二代目所長となる。1967年、久留勝の引きで国立がんセンター病院長となり、久留の後任として国立がんセンター総長となるが、自身ががんに罹り1974年6月7日総長在職のまま死去。墓所は多磨霊園。
塚本哲也は長女ルリ子の夫で義父の伝記を書いた。塚本ルリ子はピアニストで、大賀典雄と東京芸術大学音楽科で同級生。

## 伝記
- 塚本哲也『ガンと戦った昭和史　塚本憲甫と医師たち』（文藝春秋（上下）、1986年／文春文庫（再編版）、1995年）。第8回 講談社ノンフィクション賞